# Sprängdådet i Annedal 2021
Sprängdådet i Annedal var ett attentat som skedde klockan 04.47, tisdagsmorgonen den 28 september 2021 i ett flerfamiljshus på Övre Husargatan i centrala Göteborg.

## Händelsen

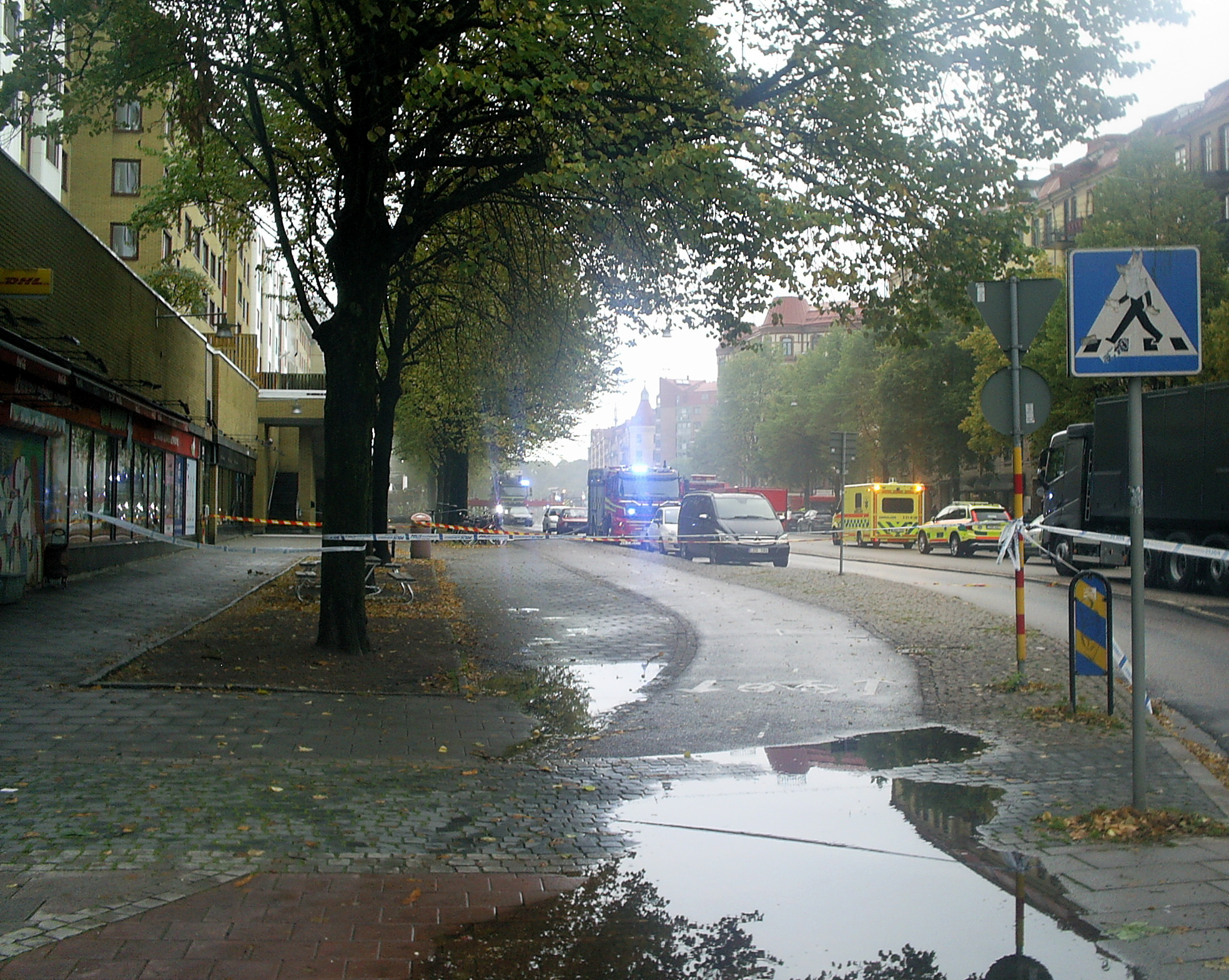
Övre Husargatan, polisens avspärrning efter attentatet.

Explosionen skedde inne i byggnaden och tryckvågen var så kraftig att tre trappuppgångar påverkades allvarligt och många lägenhetsdörrar trycktes in. De efterföljande bränderna fyllde snabbt flera trapphus med rök. Hundratals boende från 140 lägenheter evakuerades. 23 personer fördes till sjukhus, varav 16 fick vård och fyra fick läggas in på intensivvårdsavdelning. Den 15 oktober avled en av personerna som legat på intensivvårdsavdelningen sedan dådet. Klockan 13.00 hade räddningstjänsten fått kontroll över branden och 14.30 höll statsminister Stefan Löfven och inrikesminister Mikael Damberg en presskonferens på grund av händelsen. Klockan 09.30, dagen efter dådet avslutade räddningstjänsten insatsen och 19.30 minskades avspärrningarna runt byggnaden och Övre Husargatan öppnades återigen för trafik.

## Förundersökningen
Redan klockan 05.00 den 28 september meddelade räddningstjänsten att branden berodde på en explosion, varför polisen inledde en förundersökning om allmänfarlig ödeläggelse. När räddningstjänsten avslutat insatsen på onsdagen kunde polisen påbörja den tekniska undersökningen av brottsplatsen. Klockan 12.30, torsdagen den 30 september, meddelade polisen att en 55-årig man var anhållen i sin frånvaro, på sannolika skäl misstänkt för grov allmänfarlig ödeläggelse. Den misstänkte bodde i fastigheten och var inblandad i ett vräkningsärende som skulle verkställas bara några timmar efter explosionen. Mannen hade observerats försvinna från platsen av grannar efter explosionen. Vid 14.30 samma dag genomförde polisen en husrannsakan mot en lägenhet i Annedal, utan att finna mannen. Fredagen den 1 oktober meddelade polisen att bomben inte bestått av dynamit utan av gas eller förgasad vätska. och samma dag efterlystes den misstänkte mannen nationellt. Den 4 oktober klockan 15.12 begärdes han häktad i sin frånvaro på sannolika skäl misstänkt för grov allmänfarlig ödeläggelse och försök till mord, och dagen därpå efterlystes han internationellt. Den 6 oktober, klockan 09:30 hittades en man drunknad vid Stenpiren i Göteborg och 13.30 bekräftades att det var den misstänkte gärningsmannen som hittats avliden.

## Skador på byggnaden
Skadorna på byggnaden var mycket omfattande. Fönster hade blåst ut, dörrar tryckts in, det fanns sprickor i huskonstruktionen och man tvingades stötta upp de tre värst drabbade portgångarna för att undvika rasrisk. Flera företagslokaler i bottenvåningen närmast explosionen blev totalförstörda.